# Tom van Mourik
Tom van Mourik (Sneek, 7 maart 1957) is een Nederlands politicus van de VVD.
Van Mourik is opgegroeid in Ferwerd en Dokkum, en heeft gewerkt bij de gemeente Dokkum en later Tietjerksteradeel. Daarnaast was hij ook actief in de lokale politiek. Zo was Van Mourik vanaf 1998 VVD-fractievoorzitter in de gemeenteraad van Leeuwarden. Begin 2003 werd hij wethouder in Leeuwarden, wat hij drie jaar zou blijven.
In maart 2007 werd hij gekozen tot lid van de Provinciale Staten van Friesland, en ook daar werd hij fractievoorzitter. Tevens werd hij in dat jaar wethouder op Vlieland. Op 21 februari 2012 werd hij waarnemend burgemeester van Menaldumadeel. Van 15 juli 2017 tot februari 2019 was hij waarnemend burgemeester van Smallingerland.
Sinds 28 april 2025 is Van Mourik weer wethouder van Vlieland, waar hij blijft tot de vorming van het nieuwe college na de verkiezingen van 2026.

## Nevenfuncties
- Voorzitter Film in Friesland
- Voorzitter van Merk Friesland
- Voorzitter van de Museumfederatie Friesland
- Voorzitter Raad van Toezicht Kredietbank Nederland[3]